# Theodor von Becherer
Karl Friedrich Theodor Becherer, seit 1840 von Becherer, (* 9. Dezember 1823 in Mainz; † 3. März 1883 in Wolfhagen) war ein deutscher Verwaltungsbeamter.

## Leben
Becherer war der Sohn des Majors und Rittergutsbesitzers in Klein-Mehßow Karl von Becherer und dessen Ehefrau Laura geborene Hufeland. Er heiratete am 9. Dezember 1823 Maria von Berneck aus Frankfurt an der Oder. Die Ehe blieb kinderlos.
Theodor von Becherer erhielt zunächst Privatunterricht und besuchte ab 1837 das Gymnasium in Potsdam. 1841 wechselte er auf das Friedrich-Wilhelms-Gymnasium in Berlin, wo er am 15. März 1845 das Abitur ablegte. Danach studierte er Rechtswissenschaften an der Ruprecht-Karls-Universität Heidelberg. 1846 wurde er Mitglied des Corps Saxo-Borussia Heidelberg. Später setzte er sein Studium in Berlin fort. Am 12. August 1848 legte er in Frankfurt an der Oder sein erstes Staatsexamen („gut“) ab und begann mit seinem Referendariat beim Land- und Stadtgericht Lübben und den Appellationsgericht Naumburg/Saale. Dort legte er am 1. August 1850 sein zweites Staatsexamen („vorschriftsmäßig“) ab. Ab dem 30. Oktober 1850 war er dort Appellationsgerichtsreferendar und wurde dann zum Kreisgericht Erfurt versetzt.
Nach einem Pistolenduell, bei dem Becherer seinen Kontrahenten getötet hatte, wurde er am 17. September 1851 zu zwei Jahren Haft verurteilt. Später wurde das Urteil auf dem Gnadenweg auf sechs Monate verkürzt, die er auf der Festung Magdeburg absaß. Damit verlor er automatisch die Zulassung zum Justizdienst.
Am 27. April 1852 wurde er erneut zum Justizdienst zugelassen und an das Kreisgericht Naumburg überwiesen. Danach arbeitete er in der Staatsanwaltschaft und bei einem Rechtsanwalt und wurde am 29. Juli 1854 erneut zum Großen Staatsexamen zugelassen. Die mündliche Prüfung bestand er mit „hinreichend“, die notwendige wissenschaftliche Arbeit fiel jedoch in mehreren Versuchen durch. Er wurde am 10. Februar 1857 beurlaubt und schied wegen Urlaubsüberschreitung am 30. April 1859 endgültig aus dem Justizdienst aus.
Becherer reiste nach Buenos Aires, wo er sich vergeblich um eine Beschäftigung beim preußischen Generalkonsul bewarb, dann nach Australien, wo er Oberaufseher bei einem Großgrundbesitzer war. Im November 1871 kehrte er nach Deutschland zurück, um zum 24. November 1871 zum kommissarischen Kanzler des Kaiserlichen Konsulates in Moskau ernannt wurde. In diesem Amt war er bis zu seiner Entlassung am 30. April 1873. Danach war er Hilfsarbeiter im Auswärtigen Amt in Berlin.
Am 18. April 1873 trat er in den Verwaltungsdienst ein. Am 3. Dezember 1873 wurde er kommissarisch Amtmann des Amtes Montabaur, ab dem 12. April 1876 im Amtes Vöhl. Am 1. März 1877 wurde er definitiv Amtmann. Zum 4. April 1879 wurde er kommissarisch zum Landrat des Landkreises Wolfhagen ernannt. Nachdem er am 19. Juni 1880 bei der Regierung Kassel das Landrats-Examen bestanden hatte, erhielt er am 7. Juli 1880 die definitive Ernennung als Landrat. Das Amt hatte er bis zu seinem Tod 1883 inne.